# Torero blessé
Torero blessé est une suite de six planches de la Tauromachie II (série de six pointes sèches sur cuivre), réalisée en 1951 par Jean-Marie Granier à l'époque où le jeune graveur s'était vu offrir un séjour de deux ans à la Casa de Velázquez, Madrid, en Espagne.

## Contexte
Le thème de la blessure du torero ou Cogida a inspiré à l'artiste un très grand nombre de gravures. Scènes très spectaculaires comme celle présentement décrite, elles se renouvelaient pratiquement à chaque spectacle taurin. Pendant les deux saisons auxquelles Granier a assisté, on dénombre les blessures de Dámaso Gómez  (15 avril 1951) Julio Aparicio (30 mai 1951) Manolo González (19 mai 1951) et bien d'autres.
Il semble que précisément celle réalisée par Jean-Marie Granier résume toute la violence de ces blessures et, en même temps, une certaine fascination de l'artiste pour l'aspect anecdotique de la corrida. Ce qui ne l'empêche pas d'avoir consacré un grand nombre de planches à la technique pure.
Le thème de l'accident est présent dans onze des dix-sept planches qui composent les Tauromachies : Tauromachie I, Tauromachie II, Tauromachie III, l'accident est le thème récurrent.

## Description
Torero blessé  diffère des planches de la Tauromachie I, en cela qu'elle est plus allégée, l'artiste ayant repris à la pointe sèche directe le motif d'une eau-forte précédemment réalisée.
Torero blessé se présente sous 3 états. Mais il n'y a pas eu beaucoup de tirages : 1/3 et 2/3 sur guarro ancien, et 3/3 sur Vergé ancien par l'imprimeur Ruperez. Le cuivre est encore utilisable.
Cette gravure a été exposée au Musée des beaux-arts de Nîmes lors de la rétrospective du travail de Jean-Marie Granier. Elle figure à la page 148 du catalogue raisonné de l'œuvre complet de l'artiste.